# Exocentrus punctipennis
Exocentrus punctipennis es una especie de escarabajo longicornio del género Exocentrus, subfamilia Lamiinae. Fue descrita científicamente por Mulsant & Guillebeau en 1856.
Se distribuye por Albania, Alemania, Austria, Bielorrusia, Bosnia y Herzegovina, Bulgaria, Córcega, Croacia, España, Francia, Grecia, Hungría, Italia, Moldavia, Polonia, Rumania, Rusia europea, Cerdeña, Eslovaquia, Eslovenia, Suiza, Chequia, Turquía , Ucrania, y Yugoslavia. Mide 3-6,5 milímetros de longitud. El período de vuelo ocurre en los meses de junio, julio y agosto.

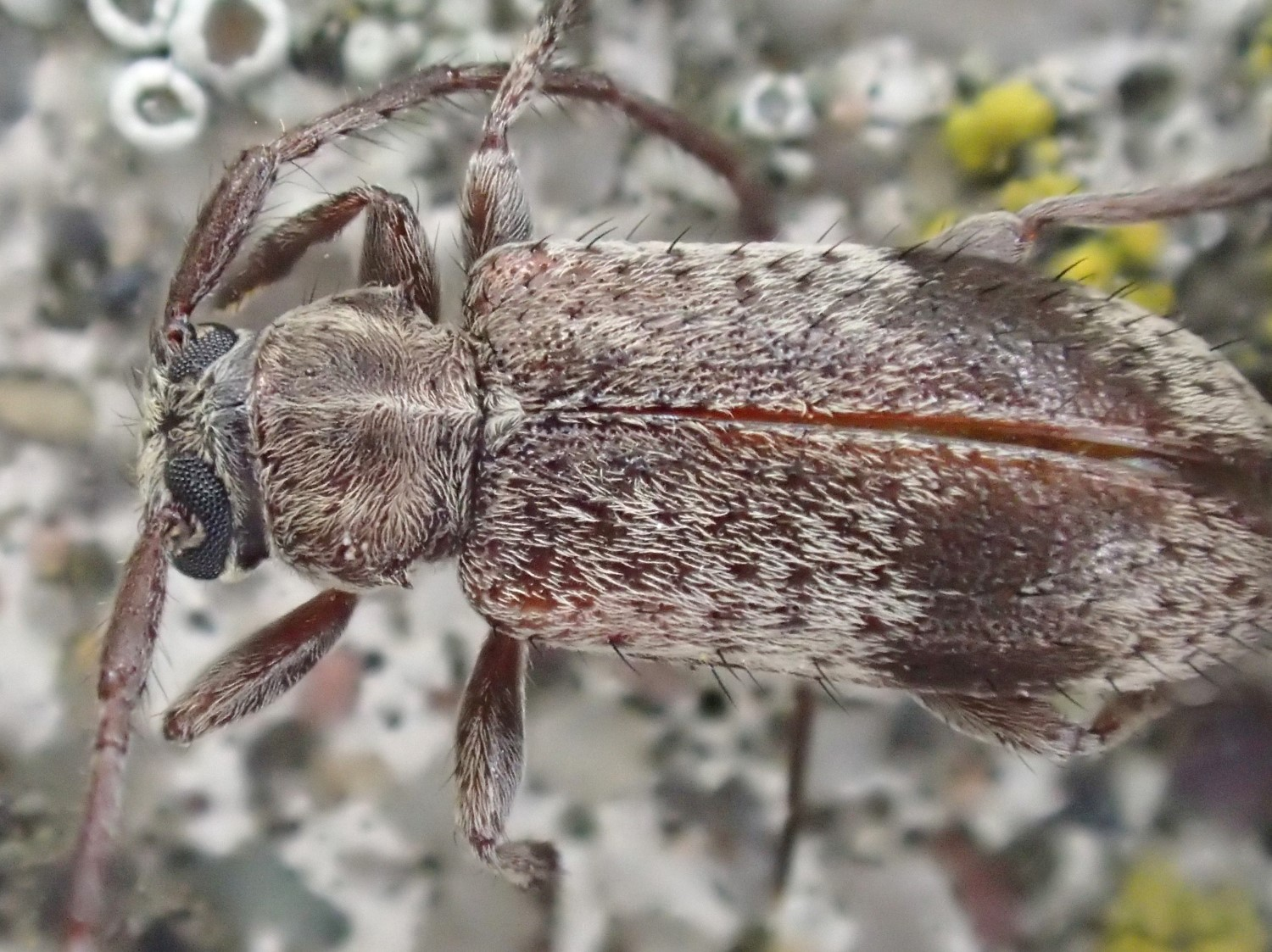
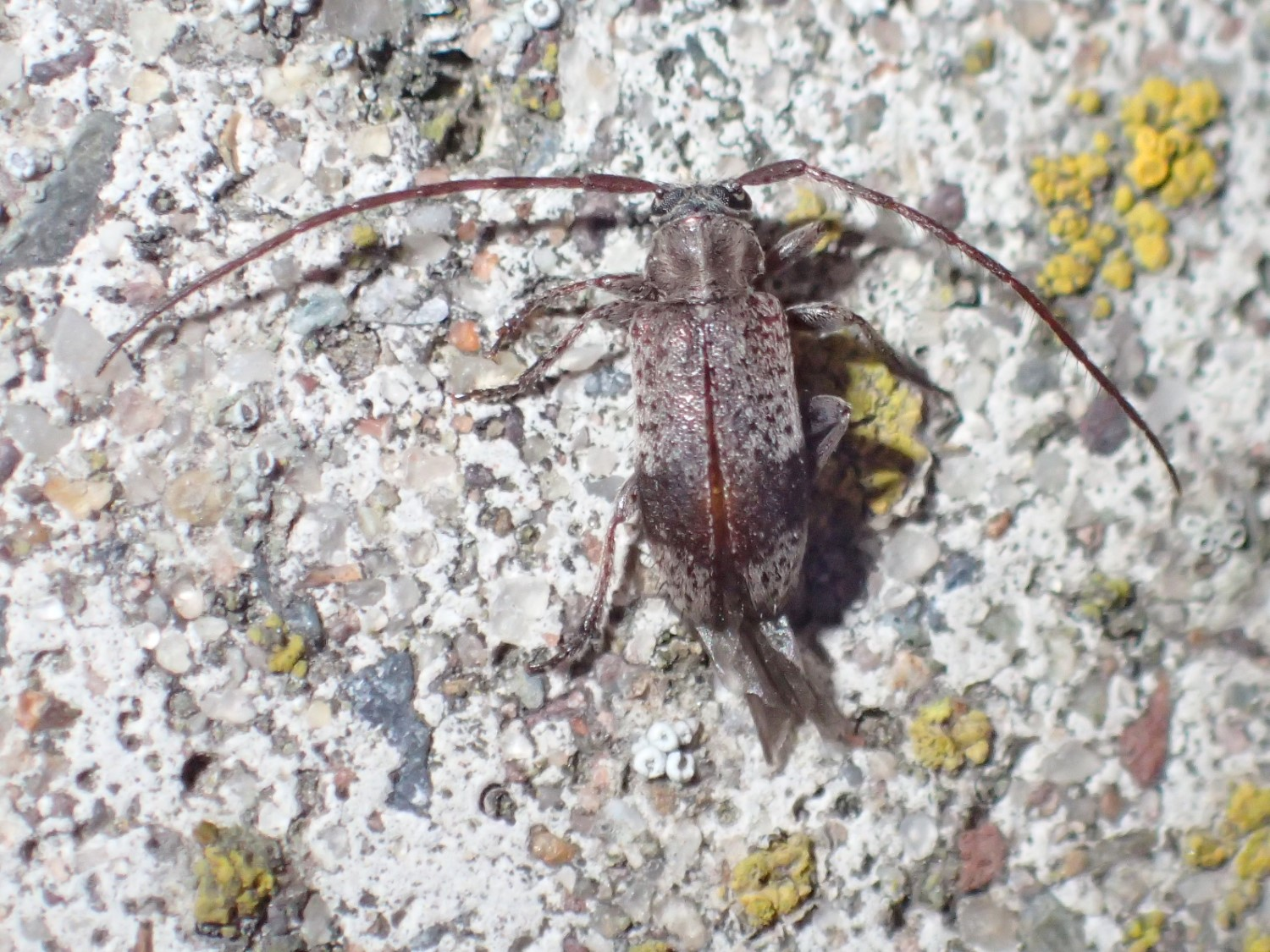
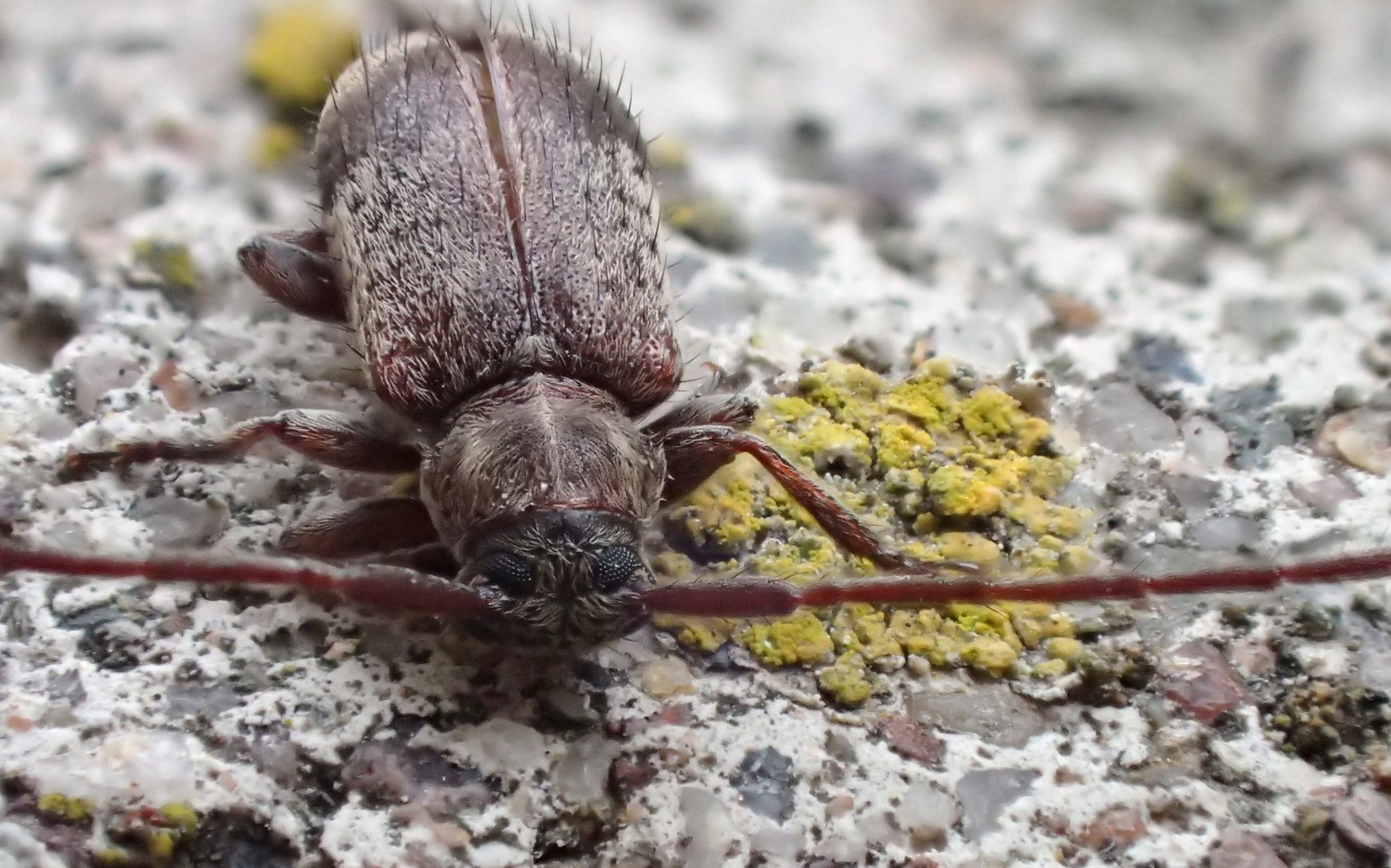
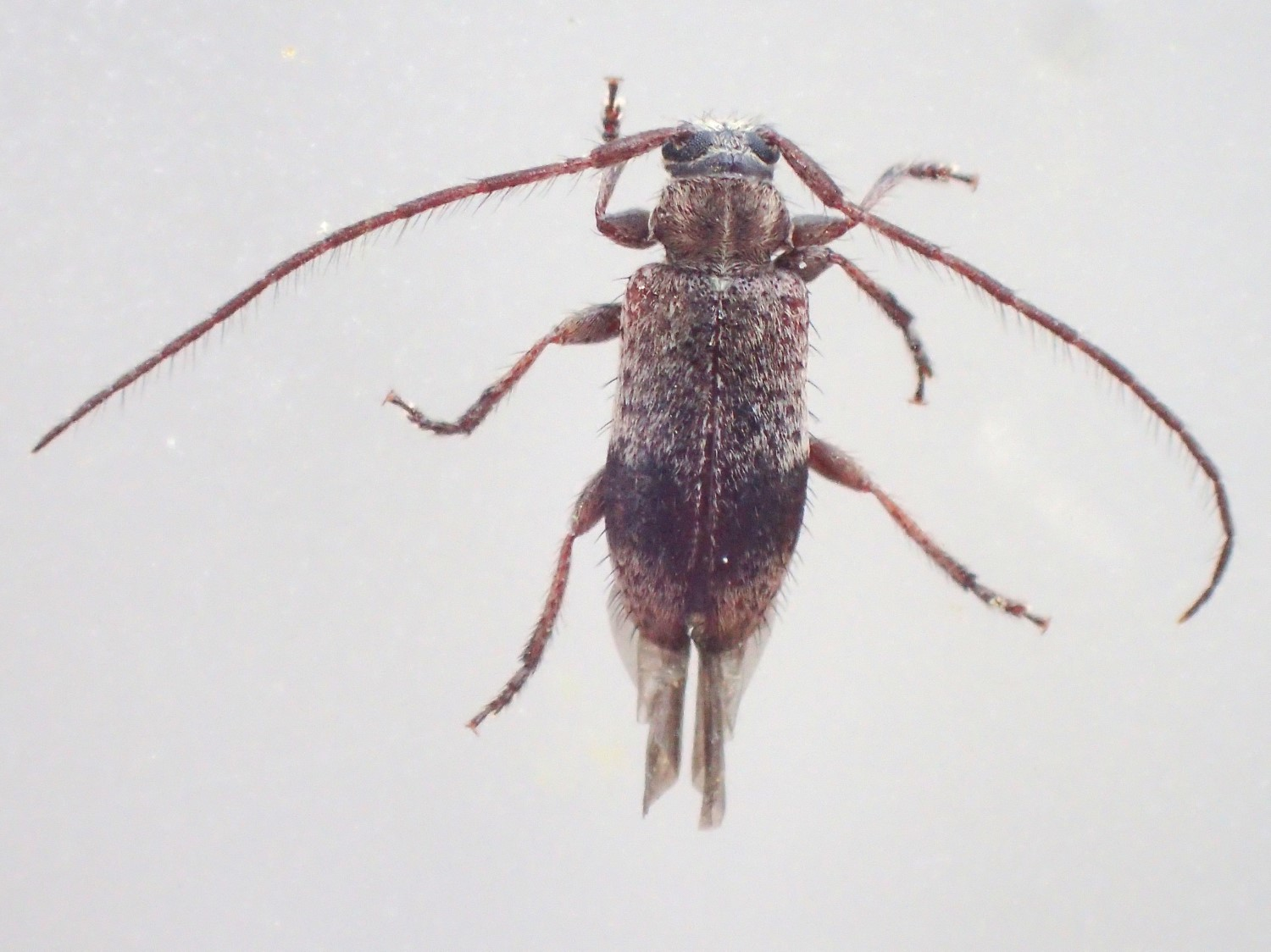